# Van Heemskerk (riddergeslacht)

Wapen van de heren van Heemskerk

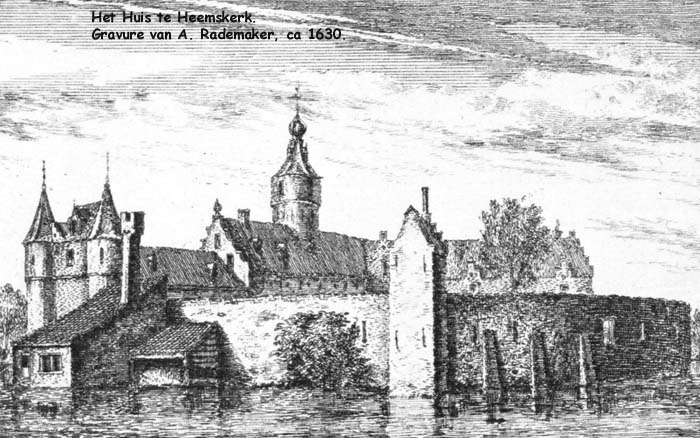
Slot Heemskerk, stamhuis van de ridders van Heemskerk, tegenwoordig Marquette geheten.

Van Heemskerk was een middeleeuws adellijk riddergeslacht dat actief was in het Graafschap Holland in de 13e tot 15e eeuw. Ze vervulden belangrijke bestuursfuncties voor de graaf van Holland en hadden bezittingen in en rond Heemskerk, Oostzaan, Oosthuizen, Etersheim, Noorddorp, Heemskerkerduin, Zuid-Schardam, Drei, Lutteke, Rietwijk, Nieuwerkerk, Castricum en Terschelling, alsmede de kastelen Heemskerk, Oud-Haarlem, Poelenburg, Reewijk als leen van de graaf. Ze hadden tevens functies als baljuw van Kennemerland, Amstelland, Medemblik en Rijnland, dijkgraaf van de Zeevang, kastelein van Torenburg en raadsheer van Holland.

## Beknopte geschiedenis
Willem II van Holland besloot in de jaren 1230-1239 diverse (dwang)burchten te bouwen aan de duinuitlopers van het Noorden van Kennemerland en verder West-Friesland in, om de opstandige bewoners van het moerassig gebied te beteugelen. Ook bij het dorp Heemskerk werd een meters hoge woontoren gebouwd met waterring voor ene Gerard van Heemskerk, mogelijk afkomstig uit het geslacht Van Teylingen. Deze eerste Gerard van Heemskerk zou twee a drie jaar kasteel heer van Heemskerk zijn geweest, waarna hij bij een grote scheepsstrijd in de nabijheid van zijn woonhuis, tegen de west-Friezen zou zijn gesneuveld in 1254. Zijn zoon Arnoud, volgden hem op. Deze onderscheidde zich tijdens "het beleg van Vreeland" in 1280 onder Floris V van Holland, waar de heren Gijsbrecht & Arnoud van Amstel werden gevangen genomen. Arnoud trouwde een vrouw uit het geslacht Van Voorne, waardoor hij in aanzien steeg bij de graven van Holland.
Gerard II van Heemskerk volgde zijn vader Arnoud op in 1292 en word na de moord op Floris V van Holland in 1296, enige tijd verdacht van betrokkenheid. Hetzelfde jaar is hij weer van verdenking vrijgesproken en verschijnt hij in het gevolg van de jonge graaf Jan I van Holland. Gerard II werd in 1317 baljuw van Amstelland en huwde driemaal tijdens zijn leven . Gerard III volgde zijn vader op na 1333 en werd ook baljuw van Amstelland en vanaf 1346 ook baljuw van Rijnland. Gerard III was een belangrijk raadsheer voor de graaf van Holland, hij steunde Willem V van Holland in zijn strijd met zijn moeder Margaretha van Beieren, wat de Hoekse en Kabeljauwse twisten zouden gaan inluiden.
De ridders van Heemskerk hadden echter alleen het slot tot hun bezit en niet het dorp of ambacht van Heemskerk. Dit kwam pas toen Gerard III van Heemskerk met de laatste erfdochter van Haerlem trouwde, om nog onduidelijke redenen verviel de ambacht van Heemskerk rond 1360 weer aan het grafelijk domein.

## Heren van Heemskerk
- Gerard I van Heemskerk of Gerard van Teylingen (??-1254)
- Arnoud van Heemskerk (1254- 31 mei 1292)
- Gerard II van Heemskerk (1292-1322)
- Gerard III van Heemskerk (1322-1358)
- Wouter van Heemskerk (1358-1380)